# Cylisticidae
Cylisticidae is een familie van landpissebedden. Er zijn minstens 4 geslachten met meer dan 60 soorten die onder deze familie vallen.
De enige, sporadisch, in Nederland waargenomen soort uit deze familie is de grote gaper: (Cylisticus convexus).

## Geslachten
- Cylisticus Schnitzler, 1853
- Lepinisticus Manicastri & Taiti, 1983
- Parcylisticus Verhoeff 1943
- Troglocylisticus Ferrara & Taiti, 1983

## Verder lezen
- Andreas Leistikow, Johann Wolfgang Wägele (1999). "Checklist of the terrestrial isopods of the new world (Crustacea, Isopoda, Oniscidea)" (PDF). Revista Brasileira de Biologia. DOI:10.1590/S0101-81751999000100001, pp. 1-72.
- Thomas Roscoe Rede Stebbing (1893). A History of Crustacea: Recent Malacostraca.
- Joel W. Martin, George E. Davis (2001). An Updated Classification of the Recent Crustacea (PDF). Natural History Museum of Los Angeles. ISBN 978-1-891276-27-9. Gearchiveerd op 29 december 2009. Geraadpleegd op 20 juni 2020.